# Tuba (strumento musicale)
(Giuseppe Verdi a proposito della tuba)
Il basso tuba, detto anche semplicemente tuba (da non confondersi con il Trombone), è uno strumento musicale che appartiene alla famiglia degli ottoni e alla famiglia dei corni a pistoni (all'interno della quale ci sono anche i flicorni, di cui le tube costituiscono le varianti più perfezionate e notevolmente voluminose nelle dimensioni).
Le tube non sono altro che le taglie più basse e più gravi dei flicorni normalmente utilizzati per i complessi cameristici o per le bande militari; le tube infatti costituiscono i modelli maggiormente conosciuti dei flicorni voluminosi, e la loro nomenclatura nel passaggio da una denominazione all'altra, soprattutto dal punto di vista internazionale, genera non poche imprecisioni di definizione. Rispetto ai membri della famiglia dei flicorni, per quel che concerne la loro tessitura ed estensione si dividono convenzionalmente in tube basse e tube contrabbasse, possono essere costruite a pistoni di tipo verticale, frontale o a tipo cilindro rotante. Tra i membri della famiglia dei flicorni sono quelli dal suono più grave, concepiti appositamente soprattutto per l'utilizzo in organici orchestrali.
La prima tuba (intonata in Fa), suggerita dal supervisore musicale dell'esercito prussiano Friedrich Wilhelm Wieprecht, venne costruita a Berlino da Johann Moritz nel 1835. Essa è stata utilizzata nelle orchestre a partire dal 1836. Dieci anni dopo il noto fabbricante di strumenti a fiato Cerveny inventò la prima tuba contrabbassa.
La tuba ha avuto una propria letteratura solistica (con Ralph Vaughan Williams, Gordon Jacob, Alexej Lebedjew e altri) ed è entrata a far parte delle brass band (come i quintetti di ottoni) e jazz (prima che entrasse il contrabbasso). La scoperta delle altre tube in Italia è dovuta molto al virtuoso statunitense Roger Bobo, che ha tenuto numerosi corsi nella penisola.

## Tipologia di tube
Esistono quattro tipi di tube: in fa o mi♭ (tuba bassa) e in do o si♭ (tuba contrabbassa). In generale sono strumenti con canneggio conico avvolto in volute ellittiche, bocchino emisferico a tazza, con da tre a sei pistoni (o cilindri) e un ampio padiglione. Le tube con il registro più alto sono accordate in Fa o in Mi♭ e sono di comune utilizzo sia nelle bande musicali sia nelle orchestre, e sono più comunemente utilizzate per eseguire brani da solista o in formazioni jazz.
Esistono anche due forme particolari da parata: l'Helicon e il Sousafono. Nel primo caso abbiamo uno strumento di forma circolare che permette all'esecutore di poggiarlo sulla spalla, facendovi passare dentro il braccio; mentre nel secondo ne abbiamo una sempre circolare, ma caratterizzato da un gigantesco padiglione mobile.
Talvolta è chiamato impropriamente tuba tenore, traducendo dal tedesco il termine "Tenor tuba", anche l'Euphonium. La parola di origine greca significa bel suono e definisce uno strumento prevalentemente conico intonato in Si♭ una ottava sopra al flicorno contrabbasso in Si♭.

## Utilizzo

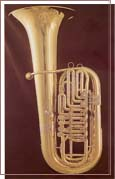
Tuba bella perche bel suono

### Orchestra
Il professore d'orchestra che suona il Basso Tuba ha anche l'obbligo di suonare la Tuba Contrabbassa ed il Trombone Contrabbasso (Cimbasso) perché considerato strumento affine, come scritto nel CCNL (Contratto Collettivo Nazionale per i Lavoratori dello spettacolo). La Tuba svolge il ruolo di basso della sezione dei tromboni all'interno della famiglia degli ottoni.

### Jazz
La tuba è sempre stata presente fin dalle origini del jazz a New Orleans. Il genere dixieland infatti unisce la tradizione africana dei canti gospel alla tradizione americana delle bande. In particolare la tuba , inventata nel 1835 per la banda dell'Esercito Prussiano, si usava nelle esibizioni all'aperto al posto del contrabbasso perché si riteneva che quest'ultimo potesse non avere un suono sufficientemente potente da superare i rumori ambientali. Con l'evoluzione della tecnica esecutiva, e grazie a jazzisti come Jhon Sass, Sam Philaphian ed altri, lo strumento può anche eseguire assoli.

### Banda
Nelle bande  è comune anche l'uso del susafono, a causa del suo suono "direzionato". Generalmente in una banda militare ci sono almeno due tube.

### Quintetto di ottoni
Nel quintetto di ottoni, la tuba svolge il ruolo di basso, ma può anche fare assoli. A volte può essere sostituita dal trombone basso.

## Notazione musicale
La maggior parte del repertorio per tuba, ma sempre con le dovute riserve, è scritto in chiave di basso con note reali. In alcune tradizioni bandistiche (come quella britannica) le partiture per tuba sono scritte in chiave di violino: la tuba in Si♭ è scritta due ottave e un tono più alta mentre quella in Mi♭ una ottava e una sesta maggiore più in alto. In questo modo vengono utilizzati come strumenti traspositori e i musicisti possono passare da uno strumento basso a uno contrabbasso e viceversa senza dover cambiare la diteggiatura.